# Dendrophthora hians
Dendrophthora hians är en sandelträdsväxtart som beskrevs av Ignatz Urban. Dendrophthora hians ingår i släktet Dendrophthora och familjen sandelträdsväxter. Inga underarter finns listade i Catalogue of Life.